# Nier (cràter)
Nier és un cràter d'impacte del planeta Mart situat al sud-oest de Vivero, al nord-oest de Kufra i al nord-est de Peridier, situat amb el sistema de coordenades planetocèntriques a 43.18 ° latitud N i 106.64 ° longitud E. L'impacte va causar un clot de 46.3 quilòmetres de diàmetre. El nom va ser aprovat l'any 1997 per la Unió Astronòmica Internacional, en honor del físic nord-americà Alfred Nier (1911-1994).